# اکسپلورر ۱

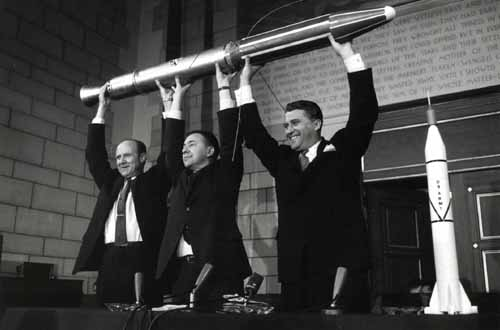
اکسپلورر ۱

اکسپلورر ۱ نخستین ماهواره ای بود که در سال ۱۹۵۸ توسط ایالات متحده پرتاب شد و بخشی از مشارکت ایالات متحده در سال بین‌المللی ژئوفیزیک (IGY) بود. این مأموریت دو ماهواره اول سال قبل را دنبال کرد. اسپوتنیک ۱ و اسپوتنیک ۲ اتحاد جماهیر شوروی، شروع مسابقه فضایی جنگ سرد بین دو کشور است.
پیش از پرتاب این ماهواره شوروی دو ماهوارهٔ اسپوتنیک ۱ و اسپوتنیک ۲ را یک سال پیش از آن به فضا فرستاده بود. این ماهواره ۱۳٫۹۷ کیلوگرم وزن داشت و از پایگاه نیروی هوایی کیپ کاناورال در ایالت فلوریدا به فضا پرتاب‌شد.
این ماهواره را آزمایشگاه پیش‌رانش جت ناسا ساخت و برای پرتاب آن از نمونه اصلاح شده راکت ژوپیتر سی با نام جونو استفاده شد. اصلاح ژوپیتر-سی و ساخت اکسپلورر در ۸۴ روز انجام گرفت. اطلاعات به دست آمده از اکسپلورر-۱ منجر به کشف کمربند وان آلن شد.
اکسپلورر ۱ در ۱ فوریه ۱۹۵۸ در ساعت ۰۳:۴۷:۵۶ به وقت گرینویچ (یا ۳۱ ژانویه ۱۹۵۸ در ساعت ۲۲:۴۷:۵۶ به وقت شرقی) بر فراز نخستین تقویت کننده جونو از LC-26A در مرکز آزمایش موشک کیپ کاناورال موشک Range Atlantic پرتاب شد. (AMR)، در فلوریدا. این نخستین فضاپیمایی بود که کمربند تشعشعی ون آلن را شناسایی کرد و داده‌ها را تا زمانی که باتری‌های آن پس از تقریباً چهار ماه تمام شد، برمی‌گرداند. تا سال ۱۹۷۰ در مدار باقی ماند.
به اکسپلورر ۱ کاتالوگ ماهواره‌ای با شماره ۰۰۰۰۴ و نام هاروارد ۱۹۵۸ آلفا ۱ داده شد، که پیشروی طراحی بین‌المللی مدرن است.

## سابقه

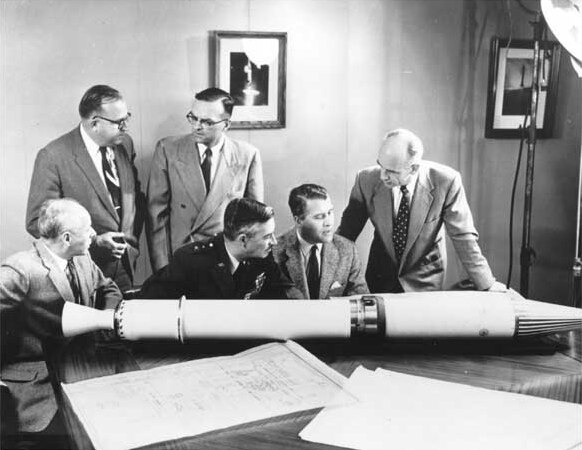
اکسپلورر 1

برنامه ماهواره زمین ایالات متحده در سال ۱۹۵۴ به عنوان یک پیشنهاد مشترک ارتش ایالات متحده و نیروی دریایی ایالات متحده، به نام پروژه مدارگرد، برای قرار دادن یک ماهواره علمی در مدار در طول سال بین‌المللی ژئوفیزیک آغاز شد. این پیشنهاد، با استفاده از موشک نظامی ردستون، در سال ۱۹۵۵ توسط دولت آیزنهاور به نفع پروژه پیشتاز نیروی دریایی، با استفاده از تقویت‌کننده‌ای که ماهیت غیرنظامی‌تر تبلیغ می‌شد، رد شد. پس از پرتاب ماهواره شوروی اسپوتنیک ۱ در ۴ اکتبر ۱۹۵۷، برنامه اولیه Project Orbiter به عنوان برنامه کاوشگر برای رسیدن به اتحاد جماهیر شوروی احیا شد